# Campionati mondiali di volo con gli sci 1996
I Campionati mondiali di volo con gli sci 1996, quattordicesima edizione della manifestazione, si svolsero dal 9 all'11 febbraio a Tauplitz, in Austria, e contemplarono esclusivamente la gara individuale maschile. Furono realizzate due serie di salti, valide anche ai fini della Coppa del Mondo di salto con gli sci 1996.

## Risultati
| Posizione | Atleta             | Nazione   | Punti |
| --------- | ------------------ | --------- | ----- |
| 1         | Andreas Goldberger | Austria   | 738,1 |
| 2         | Janne Ahonen       | Finlandia | 734,2 |
| 3         | Urban Franc        | Slovenia  | 701,7 |
| 4         | Jens Weißflog      | Germania  | 696,3 |
| 5         | Christof Duffner   | Germania  | 686,0 |
| 6         | Ari-Pekka Nikkola  | Finlandia | 684,6 |

Trampolino: Kulm

## Medagliere per nazioni
| Posizione | Nazione   | Oro | Argento | Bronzo | Totale |
| --------- | --------- | --- | ------- | ------ | ------ |
| 1         | Austria   | 1   | 0       | 0      | 1      |
| 2         | Finlandia | 0   | 1       | 0      | 1      |
| 3         | Slovenia  | 0   | 0       | 1      | 1      |